# Friedhelm Bliemel
Friedhelm Bliemel (* 1941 in Breslau) ist ein emeritierter Professor der Universität Kaiserslautern.

## Leben und Wirken
Friedhelm Bliemel studierte Ingenieurwissenschaften an der Technischen Hochschule Darmstadt. Danach studierte er Managementwissenschaften insbesondere Marketing in den USA. Dort graduierte er zum Master und promovierte an der Krannert Graduate School of Management, Purdue University. 1971 erhielt er seinen ersten Ruf als Professor an das International Institute for Management Development (IMD), Lausanne, Schweiz. Er wirkte dort am Aufbau des dortigen international orientierten MBA-Programmes mit. Anschließend vertrat er das Fachgebiet Industriegüter-Marketing an der Queen’s University in Kanada. Ebenso war er mehrere Jahre Marketing-Direktor innerhalb der Nestlé-Gruppe Deutschland und lehrte auch als Dozent an der Wissenschaftlichen Hochschule für Unternehmensführung in Koblenz/Vallendar. Von 1987 bis 2007 war Bliemel Inhaber des Marketing-Lehrstuhls am Fachbereich Wirtschaftswissenschaften der TU Kaiserslautern. Das von ihm mit Philip Kotler erstellte Buch Marketing-Management: Analyse, Planung und Verwirklichung. gilt als Standardwerk.

## Publikationen (Auswahl)
Monografien
- gem. mit Philip Kotler: Marketing-Management: Analyse, Planung und Verwirklichung. Schäffer-Poeschel Verlag, Stuttgart 2001 (10., überarb. und aktualisierte Aufl.), ISBN 978-3-7910-1689-4.

Herausgeberwerke
- Handbuch PLS-Pfadmodellierung: Methode, Anwendung, Praxisbeispiele. Verlag Schäffer-Poeschel, Stuttgart 2005, ISBN 978-3-7910-2360-1.
- Electronic Commerce: Herausforderungen – Anwendungen – Perspektiven. Verlag Gabler, Wiesbaden 2000 (3., überarb. und erw. Aufl.), ISBN 978-3-409-38990-7.
- "Mehr Markt" in der Unternehmensführung: Praxisbeispiele und Konzepte. Erich Schmidt Verlag, Berlin 1995, ISBN 978-3-503-03817-6.
- Qualitätscontrolling von Geschäftsprozessen. Transfer-Centrum Verlag, München 1995, ISBN 978-3-929918-80-9.
- Das Unternehmen im Wettbewerb: Bausteine zu einer erfolgreichen Marktposition. Verlag Erich Schmidt, Berlin 1990, ISBN 978-3-503-03132-0.